# Raphaël Mohamed
Raphaël Mohamed , né le 2 février 1998 à La Réunion, est un athlète français, spécialiste des épreuves du 110 mètres haies.

## Biographie
Raphaël Mohamed naît et grandit à La Réunion, et sa mère est mahoraise.
Il ne commence l'athlétisme qu'à l'âge de seize ans. En effet, après un cross remporté au collège, son coach Philippe Pichereau lui donne une licence gratuite.
Depuis 2019, il est basé au CREPS de Poitiers où il est coaché par Fabien Lambolez. Il s'entraîne notamment aux côtés de Just Kwaou-Mathey.
Il est licencié au Racing Club de Mamoudzou depuis 2022.
En 2023, Raphaël Mohamed remporte les Jeux des îles de l'océan Indien avec un temps de 13 s 97.
Le 19 mai 2024, il bat largement son record sur 110 mètres haies avec un chrono de 13 s 27 au meeting de Montgeron. Il fait alors partie des douze meilleurs temps européens de la saison, et réalise les minimas pour les Jeux olympiques de Paris.
Il est convoqué pour la première fois en équipe de France d'athlétisme pour disputer les Championnats d'Europe d'athlétisme à Rome en juin 2024. Le 8 juin 2024, il termine à la quatrième place de la finale du 110 mètres haies avec un temps de 13 s 45.

## Palmarès
| Date | Compétition                     | Lieu         | Résultat | Épreuve     | Temps   |
| ---- | ------------------------------- | ------------ | -------- | ----------- | ------- |
| 2023 | Jeux des îles de l'océan Indien | Antananarivo | 1re      | 110 m haies | -       |
| 2024 | Championnats d'Europe           | Rome         | 4e       | 110 m haies | 13 s 45 |

## Records
| Épreuve     | Temps   | Lieu       | Date            |
| ----------- | ------- | ---------- | --------------- |
| 60 m        | 7 s 02  | Aubière    | 20 janvier 2024 |
| 60 m haies  | 7 s 73  | Mondeville | 8 février 2023  |
| 60 m haies  | 7 s 73  | Nantes     | 27 janvier 2024 |
| 110 m haies | 13 s 27 | Montgeron  | 19 mai 2024     |